# Bad Things
"Bad Things" é uma canção do rapper e cantor americano Machine Gun Kelly e da cantora cubana-mexicana Camila Cabello. A música foi lançada em 14 de outubro de 2016 e foi produzida pela equipe de produção, The Futuristics. Seu videoclipe foi dirigido por Hannah Lux Davis e estreou em 1 de dezembro de 2016. A canção apresenta uma interpolação do single de 1999 da Fastball, "Out of My Head".  O single chegou ao número quatro na Billboard Hot 100 dos EUA.
A canção foi nomeada para o Top Rap Collaboration Rap no Billboard Music Awards 2017 e ganhou o prêmio de melhor colaboração no Radio Disney Music Awards 2017 .

## Composição
"Bad Things" é uma balada de ritmo intermediário que apresenta uma interpolação do single de 1999 da Fastball, "Out of My Head". Liricamente, a música incorpora temas de amor-prazer-prazer. A música compartilha uma linha de baixo com a Canon de Pachelbel, dando-lhe um ar de familiaridade.

## Análise critica
Gil Kaufman, da Billboard, chamou isso de "ode instantâneo de quatro minutos para o prazer das trevas". Para Bianca Gracie, da Fuse TV , a música mostra o "lado mais suave" do rapper e destaca os "delicados vocais" de Cabello. Ela descreveu a canção abre com Cabello "suavemente cantando" o gancho, e MGK, em seguida, vem com um "fluxo de rap desobediente que cruza a melodia do piano".  Em Idolator , Rachel Sonís descreveu-a como uma balada "elegante" com um gancho "sonhador". Time staff opinou “O gancho vocal de Camila Cabello está ótimo.  Mas se Cabello quiser se tornar uma grande estrela solo, ela precisará de mais potência do que encontra com Machine Gun Kelly, cuja contribuição milionária leva esse conceito promissor e o esvazia. ” 

## Vídeo de música
Dirigido por Hannah Lux Davis, o videoclipe estreou em 1º de dezembro de 2016 no Vevo. Segue-se o casal que leva um estilo de vida um pouco aventureiro, onde eles queimam lixo em barris, roubam e fazem um apartamento estéril. MGK é o bad boy residente, entrando em lutas e carros de corrida, enquanto Cabello permanece fiel ao seu lado. Em um ponto do vídeo, flashbacks de versões mais jovens dos músicos parecem tranquilizantes, já que seu vínculo tem sido inquebrável desde o começo. MGK e Cabello podem ser vistos aproveitando a madrugada em lanchonetes, reunindo-se com amigos e se metendo em encrencas ao mesmo tempo em que se aconchegam e lutam ao longo do caminho. Seus modos rebeldes como a dupla sendo perseguida pela polícia depois de tentar roubar um carro. Presos no topo de um prédio com a polícia em seu rastro e nenhum outro lugar para ir, os dois decidem morrer juntos cometendo suicídio. Como MGK olha com saudade para Cabello, a polícia e seus helicópteros chegam para prender o casal e os amantes se juntam e o vídeo termina, deixando o resultado desconhecido.
Até fevereiro de 2019, o videoclipe já tinha mais de 261 milhões de visualizações no Youtube .

## Performances ao vivo
MGK e Cabello tocaram a música no The Tonight Show estrelado por Jimmy Fallon em 23 de novembro de 2016, e em 1 de dezembro de 2016 para The Late Late Show com James Corden. Mais tarde, eles tocaram a música em 30 de janeiro de 2017 no The Ellen DeGeneres Show após a saída de Cabello do girl group Fifth Harmony .
A música foi então apresentada no 30º Prêmio Anual da Nickelodeon Kids Choice Awards na Nickelodeon em 11 de março de 2017.

## Desempenho nas tabelas musicais
"Bad Things" estreou no número 80 na Billboard Hot 100 durante a semana de 5 de novembro de 2016, tornando-se a segunda entrada de MGK no gráfico, após "Wild Boy" de 2011, e seu single mais bem-sucedido. Desde então, alcançou o número quatro na edição de 11 de fevereiro de 2017, tornando-se o primeiro Top 5 de MGK e Cabello como artista solo. No Reino Unido, o single estreou no número 98 antes de cair no gráfico e voltar a entrar duas semanas depois, no número 52. O single atingiu o número 16 no país. Até fevereiro de 2017, o single já havia vendido 600.000 cópias nos Estados Unidos.
| Tabela musical (2016–17)                     | Melhor posição |
| -------------------------------------------- | -------------- |
| Alemanha (Media Control Charts)              | 58             |
| Austrália (ARIA Charts)                      | 22             |
| Áustria (Ö3 Austria Top 40)                  | 48             |
| Bélgica (Ultratop 50 de Flandres)            | 23             |
| Bélgica (Ultratop 40 de Valônia)             | 22             |
| Canadá (Canadian Hot 100)                    | 11             |
| Colômbia (National-Report)                   | 86             |
| Escócia (The Official Charts Company)        | 14             |
| Eslováquia (Singles Digitál Top 100)         | 39             |
| Estados Unidos (Billboard 100)               | 4              |
| Estados Unidos (Adult Top 40)                | 31             |
| Estados Unidos (Hot R&B/Hip-Hop Songs)       | 2              |
| Estados Unidos (Dance/Mix Show Airplay)      | 4              |
| Estados Unidos (Rhythmic Songs)              | 1              |
| Estados Unidos (Mainstream Top 40)           | 1              |
| Filipinas (Philippine Hot 100)               | 62             |
| Finlândia (IFPI Finlândia)                   | 19             |
| França (SNEP)                                | 103            |
| Irlanda (IRMA)                               | 21             |
| Itália (FIMI)                                | 47             |
| Líbano (Lebanese Top 20)                     | 19             |
| Malásia (RIM)                                | 6              |
| México (Mexico Airplay)                      | 30             |
| Nova Zelândia (Recorded Music NZ)            | 11             |
| Países Baixos (Dutch Top 40)                 | 12             |
| Países Baixos (Single Top 100)               | 15             |
| Portugal (Associação Fonográfica Portuguesa) | 19             |
| Reino Unido (UK Singles Chart)               | 16             |
| República Checa (Rádio Top 100)              | 16             |
| República Checa Singles Digitál Top 100)     | 21             |
| Suécia (Sverigetopplistan)                   | 36             |
| Suíça (Schweizer Hitparade)                  | 43             |

| Tabela musical (2017)              | Melhor posição |
| ---------------------------------- | -------------- |
| Canadá (Canadian Hot 100)          | 65             |
| Estados Unidos (Billboard Hot 100) | 41             |

## Certificações
| Região | Certificação | Vendas/distribuição |
| --- | ------------ | ------------------- |
| Austrália (ARIA) | Platina      | 70,000^             |
| Bélgica (BVMI) | Ouro         | 15,000*             |
| Estados Unidos (RIAA) | 4× Platina   | 4,000,000‡          |
| Itália (FIMI) | Ouro         | 15,000‡             |
| Nova Zelândia (RMNZ) | Ouro         | 15,000^             |
| Polônia (ZPAV) | 4× Platina   | 80,000^             |
| Reino Unido (BPI) | Ouro         | 600,000‡            |
| *vendas baseadas apenas na certificação ^distribuições baseadas apenas na certificação ‡vendas+valores de streaming baseados apenas na certificação |              |                     |